# Ross Island Bridge
Ross Island Bridge ist eine Straßenbrücke über den Willamette River in der Stadt Portland im US-Bundesstaat Oregon.

## Lage
Die Brücke liegt südlich der Downtown von Portland bei river mile 14 (22,5 Kilometer von der Mündung) des Willamette River. Sie verbindet Portlands  Sektionen Southeast (Südost) und Southwest (Südwest) miteinander. Über die Brücke verläuft der U.S. Highway 26. Die Ausläufer der Brücke führen auch über die westlich des Willamette River verlaufende Interstate 5 (I-5) und den am Ostufer des Flusses entlang führenden State Highway OR 99E hinweg.
Südlich der Brücke liegt Ross Island, eine von einem Oregon-Pionier namens Sherry Ross besiedelte Flussinsel, nach der die Brücke benannt wurde. Die Brücke berührt die Insel jedoch nicht und bietet auch keinen Zugang zu ihr. Etwa 500 m  nördlich der Ross Island Bridge überquert Tilikum Crossing, eine Straßenbahn-, Fußgänger- und Radfahrerbrücke den Willamette River, etwa 500 m weiter nördlich die doppelstöckige Marquam Bridge, eine Autobahnbrücke für die I-5.

## Geschichte
Die Brücke entstand im Rahmen eines Brückenbauprogramms in Portland Anfang der 1920er Jahre, das auch die Burnside Bridge und die Sellwood Bridge umfasste. Nachdem ein erster Entwurf, der eine Bogenbrücke aus Beton vorsah, verworfen worden war, entwarf der aus Brünn in Mähren stammende Brückenbauingenieur Gustav Lindenthal die jetzige Brücke. Baubeginn war 1925, Bauende 1926. Der Brückenbau kostete etwa 1,9 Millionen US$. Bauträger und Eigentümer der Brücke war das Multnomah County. Die Eröffnung der Brücke fand am 21. Dezember 1926 statt.
Ursprünglich war die Brücke schwarz gestrichen, aber 1955–56 erhielt sie bei einem Neuanstrich die Farbe grün. Nachdem der Architekt Lewis Crutcher 1961 vorgeschlagen hatte, die Brücken Portlands in unterschiedlichen Farben zu streichen, erhielt die Ross Island Bridge 1965 einen blauen Anstrich. 1976 ging das Eigentum an der Brücke an das  Oregon Department of Transportation (ODOT), das Verkehrsministerium des Staates Oregon, über.
In den Jahren 2000–2001 wurde die Brücke grundlegend renoviert. Dabei wurden das Brückendeck und die Geländer ersetzt sowie das Entwässerungssystem und die Beleuchtung verbessert. Während der Arbeiten wurde entdeckt, dass bei dem ursprünglichen Anstrich bleihaltige Farbe verwendet worden war, die entfernt werden musste. Dadurch verzögerten sich die Arbeiten um mehrere Monate, und die Kosten stiegen von ursprünglich 9,6 Millionen US$ auf 12,2 Millionen US$. Schließlich erhielt die Brücke wieder einen Anstrich in der 1965 verwendeten blauen Farbe.

## Beschreibung
Auch wenn die Brücke auf den ersten Blick wie eine Fachwerk-Bogenbrücke aussieht, ist sie von ihrer Konstruktion her eine Fachwerk-Auslegerbrücke aus Stahl mit obenliegender Fahrbahn, ein Brückentyp, der in Oregon eher selten ist.
Die Hauptbrücke über den Fluss ist etwa 554 Meter lang und hat eine maximale Spannweite von 163 Meter. Mit den beiderseitigen Verlängerungen über die Straßen ergibt sich eine Gesamtlänge von 1130 Meter. In der Mitte erhebt sich die Brücke 37,50 Meter über die Wasseroberfläche,  die lichte Höhe beträgt 36,50 Meter.
Die Gesamtbreite der Brücke beträgt 15,85 Meter, das Brückendeck ist 13 Meter breit. Der über die Brücke hinwegführende U.S. Highway 26 ist vierspurig mit zwei Spuren in jede Richtung. Am Nordrand der Brücke führt ein Gehweg an der Straße entlang. Mit Stand 2014 überqueren täglich 50,600 Fahrzeuge die Brücke.
Unterhalten wird die Brücke durch das Oregon Department of Transportation (ODOT). Sie ist dort unter der Bauwerksnummer OR 05054 registriert.